# Верховинська селищна територіальна громада
Верхови́нська се́лищна грома́да — територіальна громада в Україні, у Верховинському районі Івано-Франківської області. Адміністративний центр — селище Верховина. Територією громади протікають річки Чорний Черемош, Біла Річка, Чорна Річка і Дідушкова. До громади відноситься хутір Великий Присліп — найвище поселення в Україні. Хутір розташований на висоті 1250 м, біля гори Біла Кобила.
Площа громади —  км², населення —  мешканців (2018).
Утворена 12 червня 2020 року шляхом об'єднання Верховинської селищної, Буковецької, Верхньоясенівської, Голівської, Замагірської, Ільцівської, Красниківської, Красноїльської, Кривопільської, Криворівнянської і Перехресненської сільських рад Верховинського району.

## Населені пункти
У складі громади 1 селище (Верховина) і 19 сіл:
- с. Бережниця
- с. Буковець
- с. Великий Ходак
- с. Верхній Ясенів
- с. Вигода
- с. Віпче
- с. Волова
- с. Голови
- с. Замагора
- с. Ільці
- с. Красник
- с. Красноїлля
- с. Криворівня
- с. Кривопілля
- с. Перехресне
- с. Рівня
- с. Стаїще
- с. Черетів
- с. Чорна Річка